# Cătălin Moroșanu
Cătălin Moroșan (n. 30 iunie 1984, Cotnari, Republica Socialistă România), cunoscut sub numele de Cătălin Moroșanu, este un politician, kickboxer și pugilist român profesionist la categoria grea și fost jucător de rugby.
Și-a făcut debutul în K-1 în anul 2007 la competiția de K1 România 2007, luptând împotriva lui Stefan Leko. Ca kickboxer, el a evoluat în promoțiile Local Kombat, SUPERKOMBAT și K-1 și are victorii notabile asupra lui Gary Goodridge, Freddy Kemayo, Stefan Leko, Mighty Mo, Anderson "Braddock" Silva și Paul Slowinski.
A devenit câștigător al sezonului 10 al concursului Dansez pentru tine.

## Biografie și carieră
În meciul cu Taiei Kin desfășurat la Finala K1 din Seul din 2009, Moroșanu a continuat să-și lovească adversarul după sunetul de final al partidei, ceea ce a dus la descalificarea sa. Publicul a dezaprobat decizia arbitrilor, nefiind clar dacă loviturile au fost date înainte sau după sunetul de final.
Moroșanu este absolvent al Facultății de Drept și deține o sală de kickboxing.
Între 19 martie și 7 mai 2010 Cătălin Moroșanu a participat la showul „Dansez pentru tine”, câștigând finala alături de Magdalena Ciorobea, având peste 13 000 de voturi.
În anul 2015 a participat la reality show Sunt celebru, scoate-mă de aici! și a terminat pe locul întâi.
În mai 2015 apare împreună cu Dorian Popa și Ruby în videoclipul piesei „Lasă cucu-n pace”.
Cătălin Moroșanu a apărut în mai multe reclame pentru Cotnari S.A., precum și în videoclipul "Dunitru" al formației Fără Zahăr alături de alt luptător K1, Sebastian Ciobanu.
În 2021 Cătălin Moroșanu a participat la Survivor România, alături de Roxana Nemeș și Jador.

## Cariera politică
În urma alegerilor locale din 2012 a devenit consilier județean în Iași, fiind ales pe listele PDL, iar în 2013 a fost desemnat șeful organizației de tineret a filialei județene a PDL Iași.
În iunie 2016 a obținut un nou mandat de consilier județean, de această dată din postura de membru al PNL și a devenit prim-vicepreședintele Tineretului Național Liberal. În toamna aceluiași an își depune candidatura pentru a intra pe listele pentru parlamentare ale PNL, dar în urma alcătuirii listelor pentru parlamentare acesta s-a declarat „dezamăgit și mâhnit de partid și de actuala conducere centrală” și și-a dat demisia din funcțiile deținute în partid și și-a retras candidatura pentru parlamentare. În motivarea deciziei a argumentat că „schimbarea clasei politice este o iluzie deșartă”, dar a rămas alături de organizația de tineret.
În aprilie 2022 s-a retras complet din activitatea politică.

## Titluri
- 2008 WKN Intercontinental Heavyweight champion